# Grial
 Grial é uma revista de publicação trimestal editada pela Editorial Galaxia (Vigo), desde 1963. Pode considerar-se como um das melhores referências da revistas culturais galegas.
Como antecedente da revista cabe lembrar a Colección Grial, publicada também pela Editorial Galaxia em 1951 mas que foi fechada pela censura franquista depois da publicação de apenas quatro números.
Na revista Grial aparecem trabalhos que obedecem a um nobre propósito: informar sobre a realidade da Galiza, e informar e reflexionar sobre os mais diversos aspectos da cultura universal. Inicialmente, os diretores da revista foram Ramón Piñeiro e Francisco Fernández del Riego. Em 1989 assumiu a direção Carlos Casares Mouriño e, depois da morte deste em 2003, os diretores são Víctor Freixanes e Henrique Monteagudo.